# Saint-Léonard-des-Bois
Saint-Léonard-des-Bois är en kommun i departementet Sarthe i regionen Pays de la Loire i nordvästra Frankrike. Kommunen ligger i kantonen Fresnay-sur-Sarthe som tillhör arrondissementet Mamers. År 2022 hade Saint-Léonard-des-Bois 474 invånare.

## Befolkningsutveckling
Antalet invånare i kommunen Saint-Léonard-des-Bois
| Referens: INSEE |